# Гай Клавдий Глабр
Гай Кла́вдий Глабр (лат. Gaius Claudius Glaber; II век до н. э. — 73 год до н. э., окрестности Везувия) — римский претор в 73 году до н. э., известный тем, что проиграл битву при Везувии в ходе восстания Спартака.

## Биография
Надёжные сведения о происхождении Глабра в сохранившихся источниках отсутствуют; тем не менее, итальянский исследователь-эпиграфист Б. Боргези предположил, что отцом Глабра мог быть консул-суффект 130 года до н. э., носивший преномен Гай или Аппий, который в своё время усыновил представителя плебейского рода. В таком случае у Глабра мог быть сводный брат — военный трибун 87 года до н. э., воевавший во время гражданской войны 83—82 годов до н. э. на стороне сулланской «партии».
Известно, что Глабр был закреплён за Арниенской трибой.
Спустя некоторое время после начала восстания Спартака, в 73 году до н. э. Рим отправил для подавления восстания военные силы под предводительством претора. Относительно его имени у античных авторов существуют разногласия: Тит Ливий именует его «Клавдий Пульхр», Плутарх — «Клавдий», Флор — «Клавдий Глабр», Фронтин и Орозий — «Клодий». Впрочем, Клодий — это форма имени Клавдий, популярная у плебеев. Таким образом, с определённостью можно говорить лишь о номене — Клавдий. Он собрал силы из 3 000 человек, но не как легион, а как милицию, состоявшую «не из граждан, а из всяких случайных людей, набранных наспех и мимоходом». Глабр осадил рабов на Везувии, перекрыв единственный известный спуск с горы. Таким образом, Глабр хотел выждать, пока голод не заставит мятежников сдаться.
Хотя рабам не хватало военных навыков, войска Спартака проявили изобретательность в использовании имеющихся подручных материалов, а также в использовании необычной тактики в столкновении с дисциплинированной римской армией. Оказавшись в осаде, люди Спартака изготовили канаты и лестницы из лозы и деревьев, растущих на склонах Везувия, и использовали их для спуска по скалам с противоположной стороны горы. Флор выдвигает версию, что восставшие спустились при помощи верёвок, сплетённых из виноградных лоз, в полое жерло Везувия и вышли наружу через сквозную пещеру. Затем гладиаторы обошли подножие Везувия и уничтожили солдат Глабра. Дальнейшая судьба претора неизвестна. Возможно, он погиб в этом бою.

## Образ в кино
- «Спартак» (итал. Spartaco) — фильм Италии 1909 года, режиссёр Оресте Герардини;
- «Спартак» (итал. Spartaco) — фильм Италии 1913 года, режиссёр Джованни Энрико Видали;
- «Спартак» (итал. Spartaco) — фильм Италии 1953 года, режиссёр Риккардо Фреда;
- «Спартак» (англ. Spartacus) — фильм США 1960 года, режиссёр Стэнли Кубрик, в роли Глабра — Джон Долл;
- «Спартак и десять гладиаторов» — фильм Италия-Испания-Франция 1964 года, режиссёр Ник Ностро;
- «Спартак» (англ. Spartacus) — мини-сериал США 2004 года, режиссёр Роберт Дорнхельм, в роли Глабра — Бен Кросс;
- «Спартак: Кровь и песок» 1 сезон (англ. Spartacus: Blood and Sand) — сериал США 2010 года, режиссёры Майкл Хёрст, Рик Джейкобсон, Джесси Уарн, в роли Глабра — Крейг Паркер;
- «Спартак: Месть» 2 сезон (англ. Spartacus: Vengeance) — сериал США 2012 года, режиссёры Майкл Хёрст, Рик Джейкобсон, Джесси Уарн, в роли Глабра — Крейг Паркер.